# Feuerwehr Mainz
Die Feuerwehr Mainz ist ein dem Dezernat I – Der Oberbürgermeister der Landeshauptstadt Mainz zugeordnetes Amt (Amt 37) der Stadt Mainz, das einen Teil der öffentlichen Daseinsfürsorge in der Landeshauptstadt übernimmt. Sie gliedert sich in eine Berufsfeuerwehr an zwei Standorten und elf Freiwillige Feuerwehren mit je einer Jugendfeuerwehr.

## Aufgabenbereiche
Die Stadt Mainz hat der Feuerwehr verschiedene Aufgaben übertragen. Neben den für Feuerwehren üblichen Aufgaben Brandschutz, Technische Hilfe, Bevölkerungsschutz und Katastrophenhilfe, Betrieb einer überörtlichen Leitstelle, Beseitigung von Tierkadavern, Brandsicherheitswachdienst bei Veranstaltungen, Begutachtung von Bauplänen, Gefahrenverhütungsschauen und Brandschutzerziehung kamen darüber hinausgehenden Aufgabenbereiche wie Transport des Leitenden Notarztes, Beseitigung von Ölspuren, Ampelüberwachung nach Dienstschluss des zuständigen Amtes und externe Brandschutzausbildungen hinzu.

## Geschichte

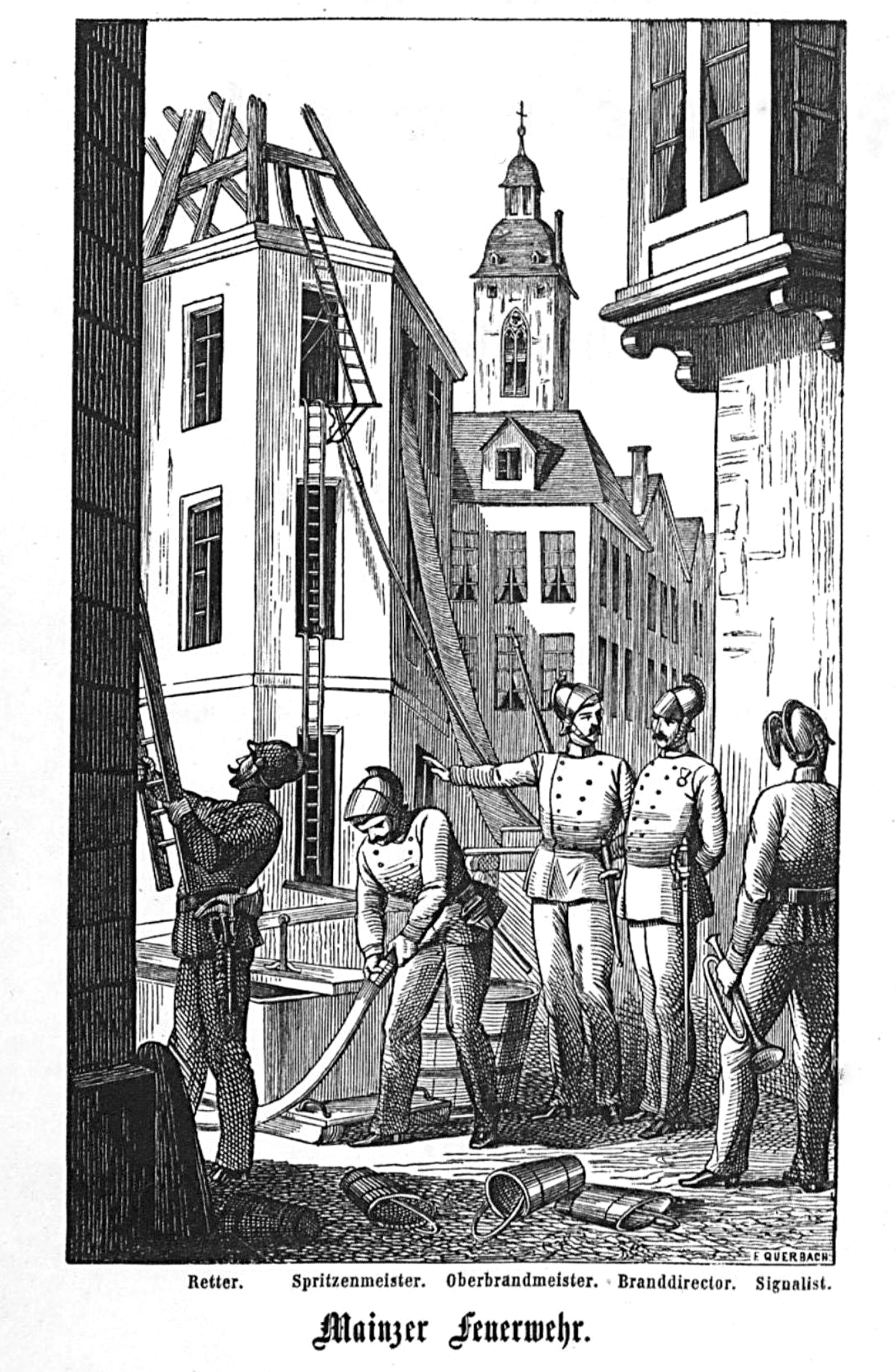
Mainzer Feuerwehr 1855

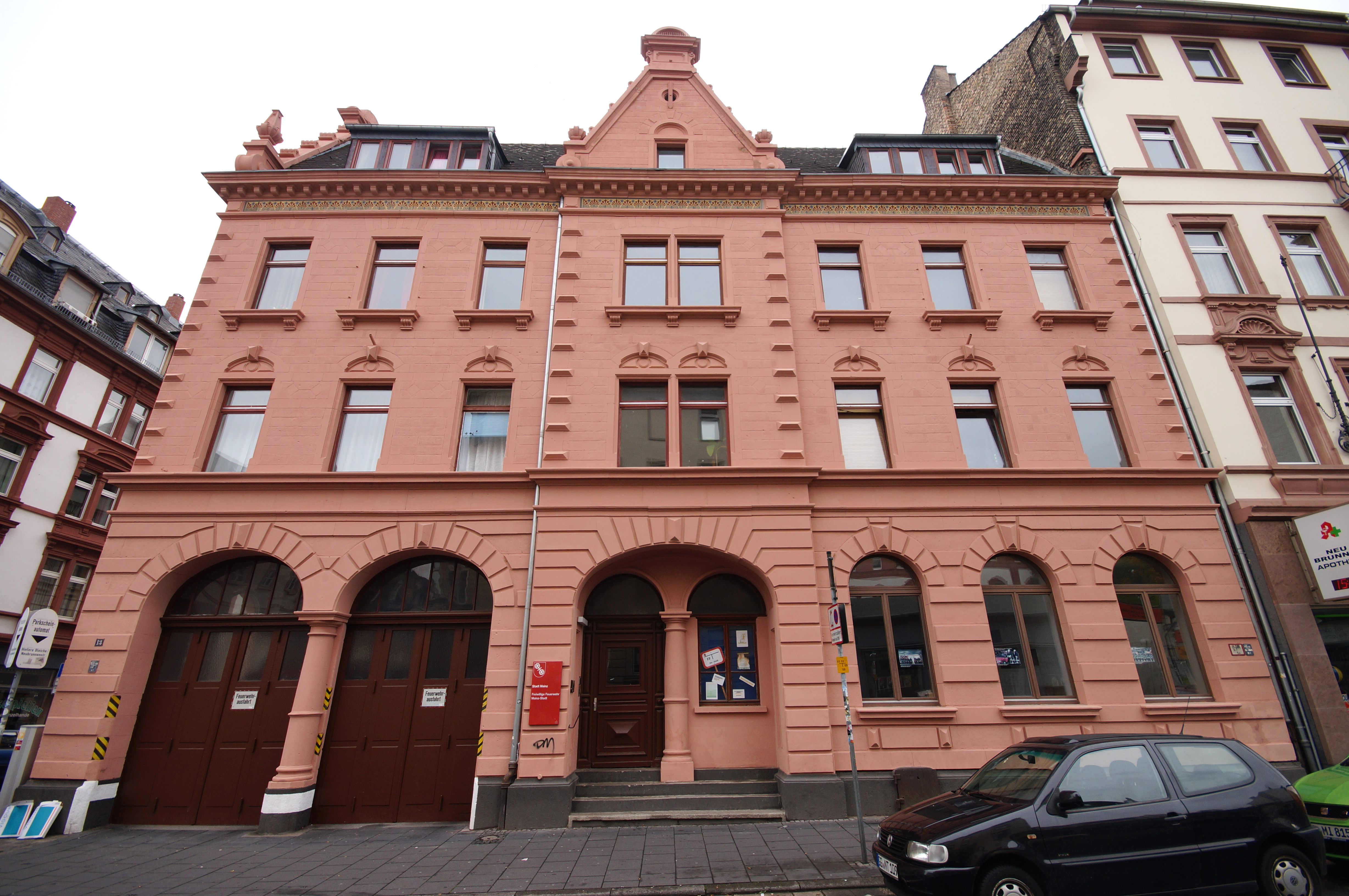
Der erste Sitz der Feuerwehr Mainz und bis März 2014 Sitz der Freiwilligen Feuerwehr Mainz-Stadt in Mainz-Altstadt

In Mainz zeigten sich im Jahr 1845 die ersten Gedanken zur Gründung einer organisierten Feuerwehr, als die Turnlehrer Mämpel und Müller durch die Stadt Feuerspritzen mit dem Auftrag erhielten, die Mitglieder der von ihnen geleiteten Turnvereine daran auszubilden. Aus jener Turnerriege heraus wurde im Oktober 1849 die Freiwillige Feuerwehr durch den Schornsteinfegermeister Carl Weiser (1811–1865) gegründet. Weiser genoss seine Ausbildung bei der Pariser Feuerwehr. Unter seiner Führung entwickelte sich die Feuerwehr sprunghaft, bis sie schließlich aus über 140 Mann und 16 Feuerspritzen, aufgeteilt in zwei Divisionen zu jeweils zwei Zügen, bestand. Wer Feuerwehrmann werden wollte, meldete sich freiwillig und wurde für mindestens fünf Jahre verpflichtet.
Carl Weiser verunglückte am 16. Juni 1865 bei einem Brand in der Gaugasse 75 tödlich. Bei der Niederlegung eines Schornsteins, die der Branddirektor Weiser von einem Gesims aus leitete, wurde er durch den einstürzenden Schornstein erschlagen.
Ihre erste große Bewährungsprobe hatte die Freiwillige Feuerwehr am 18. November 1857 zu bestehen, als am Nachmittag der Mainzer Pulverturm durch die Explosion von über 200 Zentnern Sprengstoff und vieler Granaten in die Luft flog und einen ganzen Stadtteil zerstörte. Dabei wurden 153 Personen getötet, hunderte schwer und tausende leicht verletzt. Die Wehrmänner waren tage- und nächtelang im Einsatz, um aus den Ruinen eingestürzter Häuser Lebende zu retten und Tote zu bergen sowie zahlreiche immer wieder aufflackernde Brände zu löschen.
Im Jahr 1860 fand der 4. Deutsche Feuerwehrtag und im Jahr 1904 der 16. Deutsche Feuerwehrtag in Mainz statt.
Der 1. April 1906 gilt als Gründungsdatum der Berufsfeuerwehr. Bereits im August 1903 ernannte die Stadtverordnetenversammlung den seit 1896 im Amt für Maschinenwesen beschäftigten Ingenieur Anton Darapsky (1869–1918) zum Nachfolger des verstorbenen Branddirektors Fritz Pricken. Im Herbst 1903 absolvierte Darapsky ein Praktikum bei der Kölner Feuerwehr und trat 1904 seinen Dienst als Mainzer Branddirektor an; blieb aber bis zu seinem Tod im März 1918 dem Amt für Maschinenwesen zugeordnet.
Anfangs unterstanden sechs hauptamtliche Feuerwehrmänner, eingestellt aus den Reihen der Freiwilligen Feuerwehr, dem Kommando des städtischen Feuerwehr-Wachtmeisters Jakob Leischner (1869–1929). Er war seit seinem 19. Lebensjahr selbst Freiwilliger Feuerwehrmann und betrieb seit 1892 ein Tapeziergeschäft in Mainz. Im Jahr 1906 bezog Leischner die ihm zugewiesene Büro- und Dienstwohnung im 2. Stock des Hauses Neubrunnenstraße 13. Dieses städtische Gebäude diente ab diesem Zeitpunkt als Feuerwache 1, gleichzeitig aber auch als Oktroiverwaltung und Polizeiwache. Die Berufsfeuerwehr unterhielt ihre Quartiere in der Neubrunnenstraße in Mainz-Altstadt, bis 1962 ein Neubau im Barbarossaring (Mainz-Neustadt) bezogen werden konnte. Danach nutzte die Freiwillige Feuerwehr Mainz-Stadt das Feuerwehrhaus in der Neubrunnenstraße.
Jakob Leischner leitete die Freiwillige Feuerwehr und die Ständige Wache nach dem Tod Darapskys im März 1918 zwei Jahre lang kommissarisch weiter, bis Stadtbaumeister Albert Noehl hauptamtlich zum Branddirektor berufen wurde.
Am 31. Januar 1929 verunglückte Jakob Leischner in Ausübung seines Dienstes bei einem Brand in einem französischen Autohaus an der Wallstraße tödlich. Die Straße, an der das neue Gebäude der Feuerwache 1 (Bretzenheim) liegt, erinnert an den ersten hauptamtlichen Feuerwehr-Wachtmeister der Stadt Mainz.

## Berufsfeuerwehr

### Personal
Die Berufsfeuerwehr verfügt derzeit über 218 Planstellen (Stand 2015). Davon entfallen auf den mittleren feuerwehrtechnischen Dienst 181, auf den gehobenen feuerwehrtechnischen Dienst 24 und auf den höheren feuerwehrtechnischen Dienst 2 Stellen. Des Weiteren sind 11 Angestellte bei der Berufsfeuerwehr beschäftigt.
Der Einsatzdienst wird von insgesamt sechs Wachabteilungen (A-B-C, je drei auf jeder Wache) im 24-Stunden-Dienst und gemäß einem festgelegten Grundraster in einem Schichtzeitraum von drei Wochen durchgeführt. Der Dienst auf den beiden Feuerwachen beginnt dabei für zwei Wachabteilungen täglich um 7:00 Uhr und endet erst am nächsten Tag um 7:00 Uhr. Dabei leisten die Feuerwehrbeamten im Durchschnitt 48 Stunden Dienst pro Woche.
Die taktischen Führungsfunktionen wie Einsatzleitdienst und D-Dienst werden von Beamten des gehobenen und höheren feuerwehrtechnischen Dienstes im Rahmen eines Mischdienstes aus Tages- und Nachtzeiten übernommen. In der einsatzfreien Zeit arbeitet der Führungsdienst in einer ihm zugewiesenen Abteilung bzw. in einem Sachgebiet.

### Standorte
Momentan verteilt sich die Mainzer Berufsfeuerwehr auf zwei Wachen in der Stadt: Mainz-Bretzenheim und Mainz-Neustadt.

#### Feuerwache 1 (Mainz-Bretzenheim)

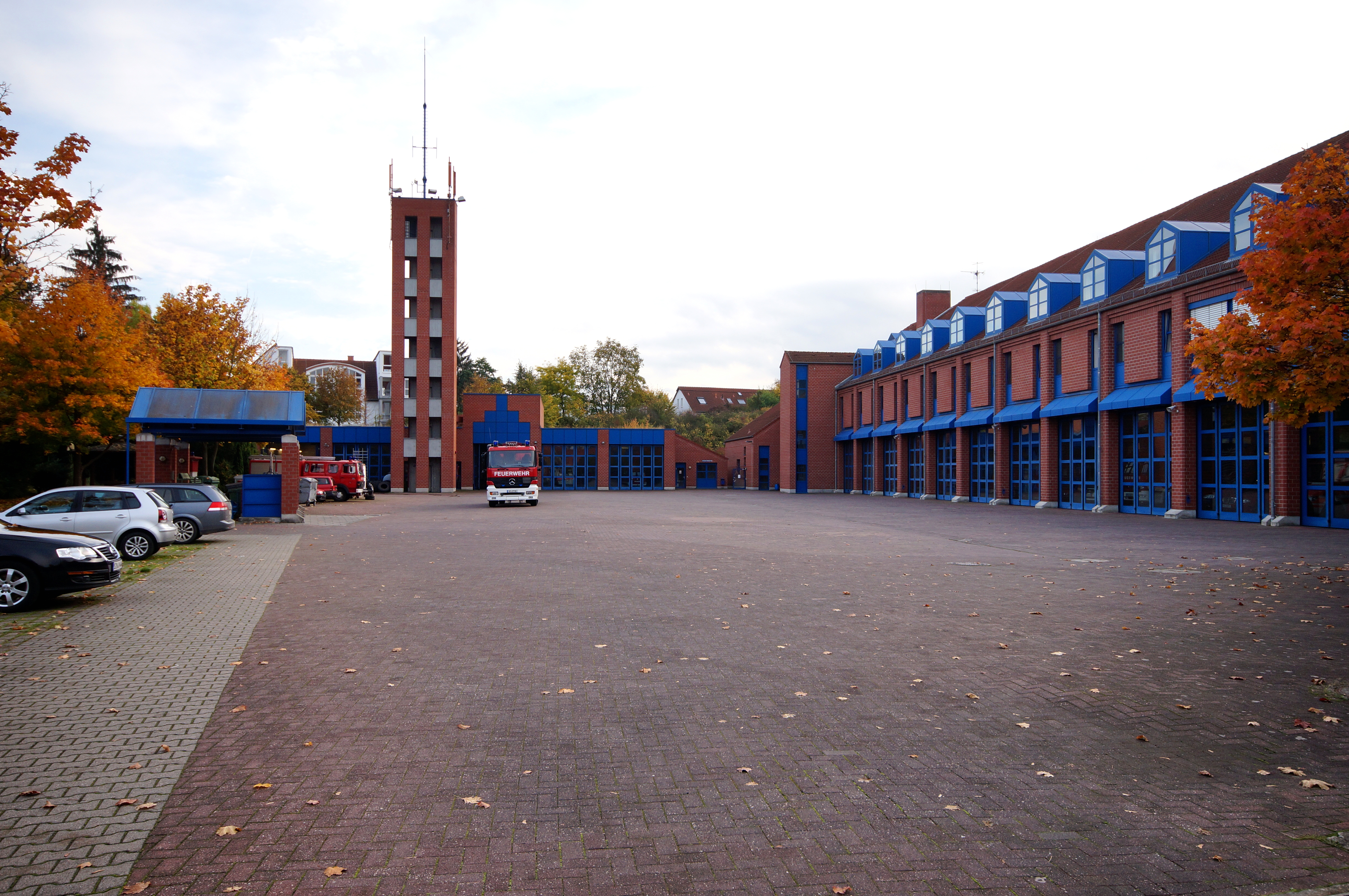
Der Hof der Feuerwache 1 der Berufsfeuerwehr in Mainz-Bretzenheim

Mit der Gemeindereform im Jahr 1969 und der daraus folgenden Vergrößerung des Stadtgebietes durch Eingemeindungen wurde 1971 in der Wedekindstraße auf dem Lerchenberg die Einrichtung einer zweiten ständig besetzten Feuerwache notwendig. Für diesen Zweck wurde eine Schießübungsanlage umgebaut. Diese provisorische Feuerwache blieb bis Mai 1992 in Betrieb und wurde erst durch den Neubau einer Feuerwache – die heutige Feuerwache 1 – im Stadtteil Bretzenheim abgelöst.
Die Feuerwache 1 befindet sich in Mainz-Bretzenheim und wurde nach 27-monatiger Bauzeit im Mai 1992 in Betrieb genommen. Der Standort für den Neubau war das Ergebnis einer Untersuchung zur Standortoptimierung für eine ideale Einsatzabwicklung.
Das zweigeschossige Gebäude mit einem Gesamtvolumen von 35.000 m³ umbautem Raum bietet Platz für 30 Einsatzfahrzeuge. Die Fassade der Wache besteht aus einer Kombination aus rotem Sichtmauerwerk und blauen Metallelementen. Die Gesamtanlage wird durch den einen 24 m hohen Schlauch- und Übungsturm, der gleichzeitig Antennenträger ist, überragt.
Das Gelände der Feuerwache ist verkehrstechnisch an zwei Punkte angeschlossen. Von der Jakob-Leischner-Straße aus besteht eine Zufahrt zum inneren Betriebshof; die Alarmausfahrt der Feuerwehreinsatzfahrzeuge erfolgt über die Kreisstraße K3 (Koblenzer Straße). Zur Sicherung der Ausfahrt im Alarmfall sind die notwendigen Verkehrsampeln durch die Feuerwehr schaltbar.
Über den Fahrzeughallentrakt befinden sich im 1. OG die Funktions- und Sozialräume der Wachmannschaft. Sieben Rutschschächte bilden dabei die vertikale Verbindung in die Fahrzeughalle. Die Ruheräume sind mit jeweils sechs Betten ausgestattet.
Neben der Einsatzabteilung befinden sich auf der Feuerwache 1 die Amtsleitung und die Verwaltung der Feuerwehr, die Leitstelle, die Abteilung Technik und die Abteilung Einsatzorganisation, sowie das Sachgebiet Presse- und Öffentlichkeitsarbeit. Ferner verfügt die Feuerwache 1 über eine Atemschutzgerätewerkstatt mit der Atemschutzübungsanlage, eine Kfz-Werkstatt, eine Fahrschule und die Kleiderkammer.

#### Feuerwache 2 (Mainz-Neustadt)

##### Alte Feuerwache 2

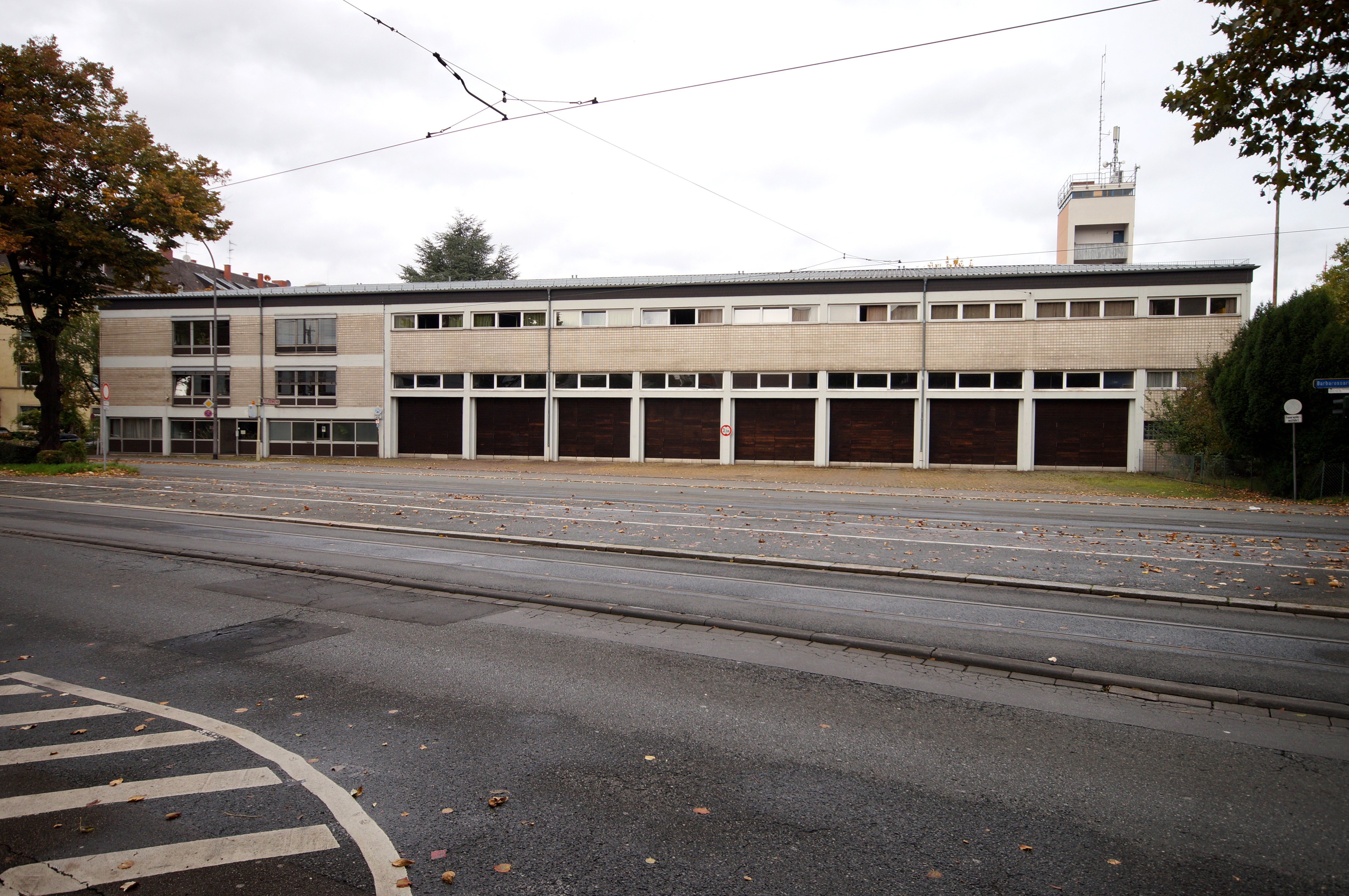
Die alte Feuerwache 2 der Berufsfeuerwehr im Barbarossaring in Mainz-Neustadt

Seit April 2014 ist die alte Feuerwache 2 am Barbarossaring nicht mehr in Betrieb. Die damals rund 6,2 Millionen D-Mark teure Feuerwache wurde 1962 auf dem Gelände der ehemaligen Alice-Kaserne erbaut und bot Platz für 16 Einsatzfahrzeuge. Hier war außerdem die Abteilung Vorbeugender Brandschutz untergebracht. Darüber hinaus befanden sich hier die Taucherwerkstatt, die Schlauchwerkstatt, die Feuerlöscherwerkstatt, die Gerätewerkstatt, die Wäscherei, die Schreinerei und die Schlosserei. Nachdem Ende der 2000er Jahre Teile des Gebäudes wegen Schäden gesperrt und nicht mehr betretbar waren, wurde die Wache durch einen Neubau an der Rheinallee ersetzt. Nach Abriss der Bestandsgebäude wurde das Gelände zum Wohnungsbau veräußert, 2018 wurde die Bebauung abgeschlossen.

##### Neue Feuerwache 2

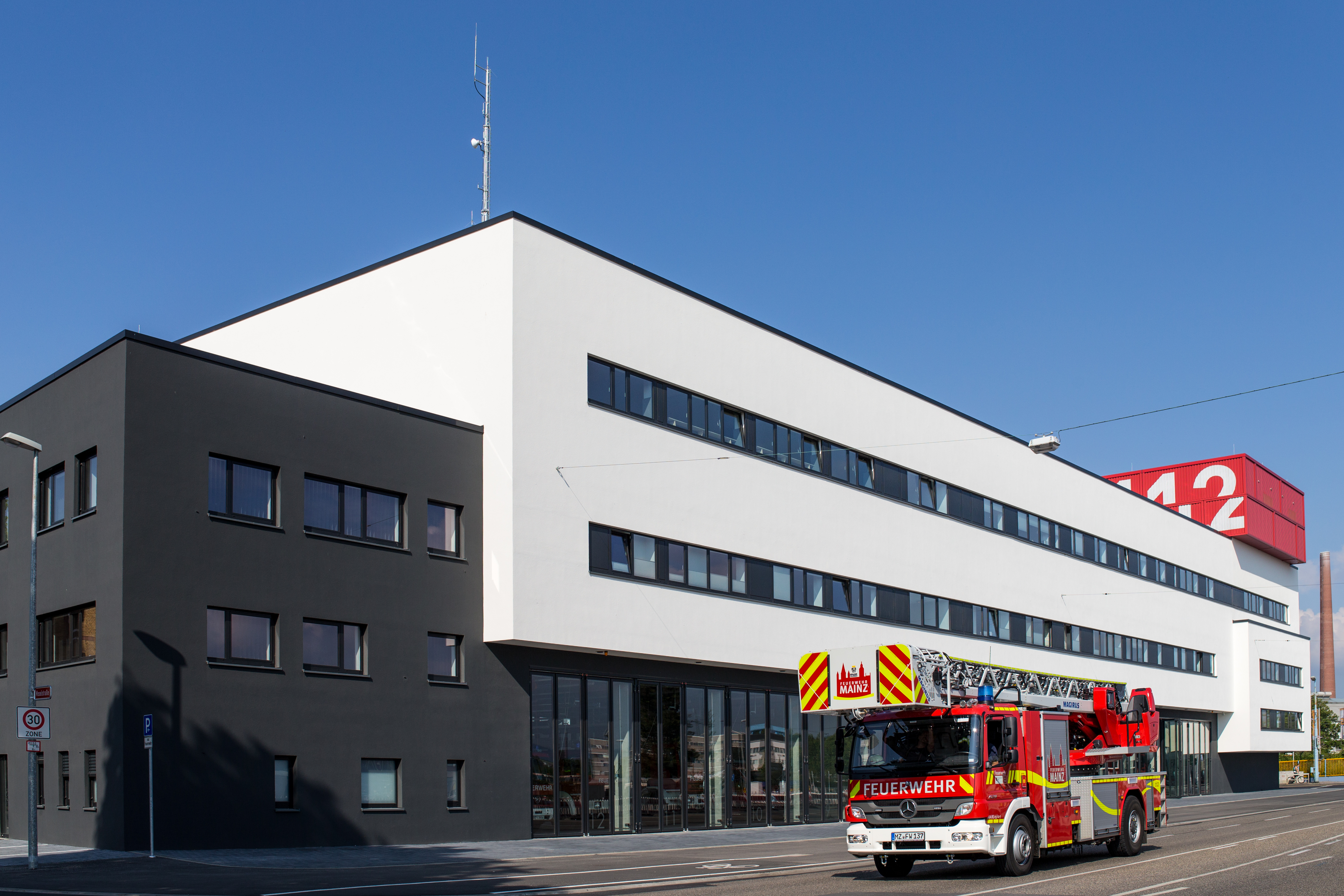
Die Feuerwache 2 der Berufsfeuerwehr und Freiwilligen Feuerwehr Mainz-Stadt in der Rheinallee in Mainz-Neustadt

Die Planungen für die neue Feuerwache 2 an der Rheinallee, Ecke Kaiser-Karl-Ring, begannen bereits 2006. Am 25. Februar 2011 wurde mit dem Bau begonnen. Am 28. April 2014 wurde die Feuerwache 2 der Feuerwehr in der Rheinallee in Mainz-Neustadt durch den Mainzer Oberbürgermeister Michael Ebling eröffnet.
Sie dient als gemeinsamer Standort für Berufsfeuerwehr und Freiwilliger Feuerwehr. Für den Bau wurden Kosten in Höhe von 18,6 Millionen Euro veranschlagt, das Land beteiligte sich mit einem Zuschuss von 4,7 Mio. Euro.
Das Grundstück hat eine Größe von ca. 6.000 m², die Hauptnutzfläche liegt bei ca. 4.650 m² und der umbaute Raum bei ca. 47.000 m³.
Der Gebäudekomplex ist innerhalb räumlich nach Freiwilliger Feuerwehr und Berufsfeuerwehr getrennt. Beide Feuerwehren haben:
- Fahrzeughallen
- Ausbildungsbereiche
- Umkleiden / Duschen
- einen gemeinsam genutzten Treppenturm in dem auch die Feuerwehrschläuche nach den Einsätzen getrocknet werden können.

Für die Freiwillige Feuerwehr gibt es eine Küche sowie einen Raum für die Jugendfeuerwehr.
Darüber hinaus verfügt die Berufsfeuerwehr über:
- Aufenthaltsräume
- Großküche (ausgelegt für die Zubereitung von 200 Essen)

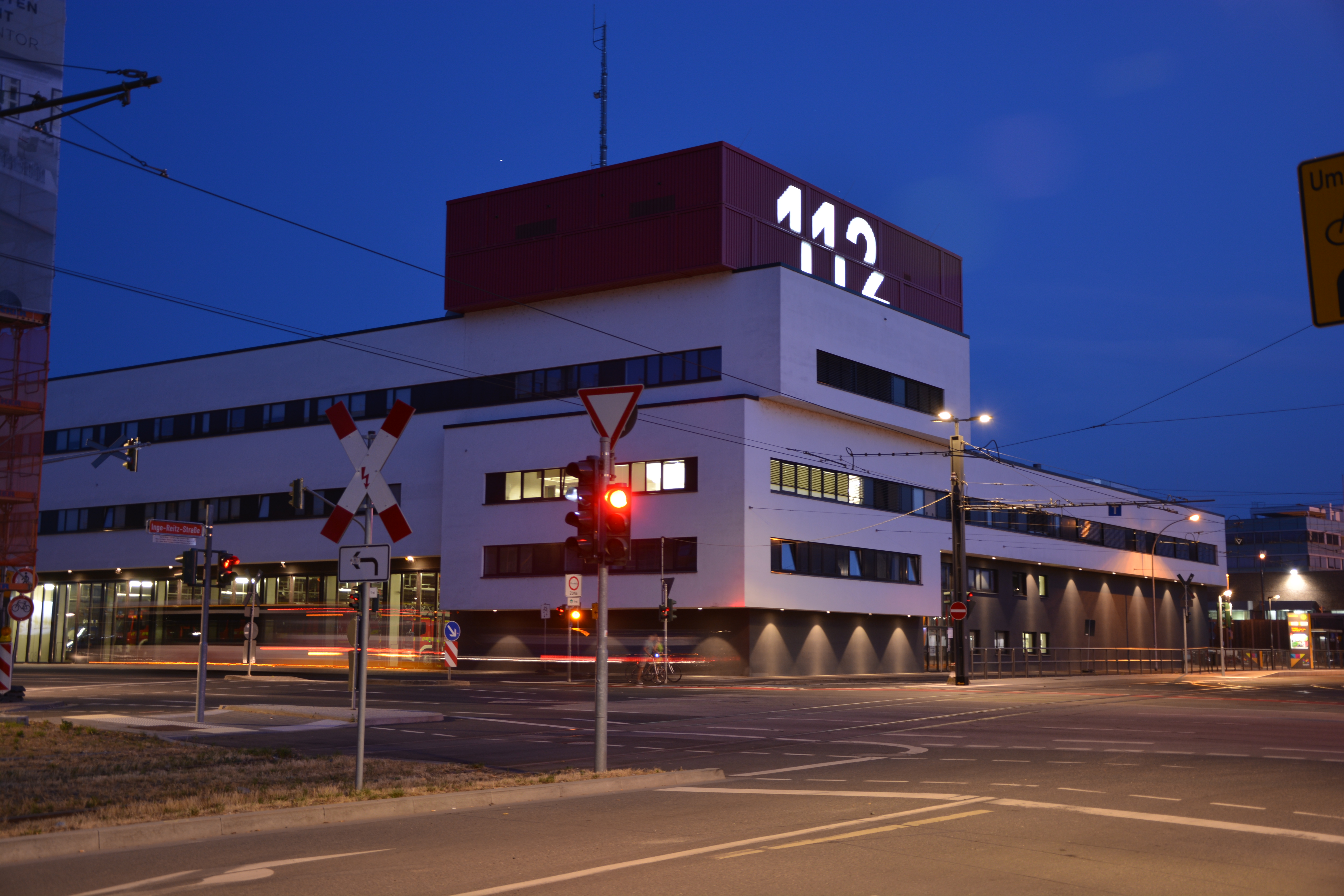
Berufsfeuerwehrwache 2 bei Nacht

- Berufsfeuerwehrwache 2 bei NachtRuheräume (für jeden Feuerwehrmann steht ein eigenes Schrankbett zur Verfügung.)
- Rückfall-Leitstelle (falls die Leitstelle in Bretzenheim ausfällt)
- Sportbereich (Kraftraum und Sporthalle)
- Verwaltungsräume
- Wäscherei
- Werkstätten (Schreinerei, Tauchausrüstung, Feuerlöschprüfungsraum)

### Löschzug
Die Berufsfeuerwehr arbeitet mit einem so genannten „2-Fahrzeuge-Konzept“. Auf jeder Wache steht für den ersten Abmarsch ein „Kurz-Löschzug“ mit zehn Einsatzkräften bereit. Dieser besteht aus einem Einsatzleitwagen, besetzt mit dem Einsatzleitdienst und einem Führungsgehilfen, einem Hilfeleistungslöschgruppenfahrzeug HLF20 mit einer Staffelbesatzung (sechs Mann) und einer Drehleiter DLK 23/12 mit zwei Besatzungsmitgliedern.
Beim „2-Fahrzeuge-Konzept“ rückt der Kurz-Löschzug in der Regel alleine zu Einsätzen, beispielsweise in Objekte ohne besonderes Personenrisiko, in seinem Ausrückebereich aus. Erst bei größeren Einsätzen bzw. den entsprechenden Einsatzstichworten wird das zweite baugleiche Hilfeleistungslöschfahrzeug der jeweils anderen Feuerwache mitalarmiert, wodurch der (erweiterte) Löschzug mit einer Stärke von 16 Beamten erreicht wird.
Neben dem Personal für den Löschzug sind auf jeder Wache noch die Besatzung für die Sonderfahrzeuge, sowie auf der Feuerwache 1 das Personal für die Leitstelle vorhanden. Die Mindeststärke beträgt auf der Feuerwache 1: 16 Kräfte und auf der Feuerwache 2: 15 Kräfte.

### Löschboot

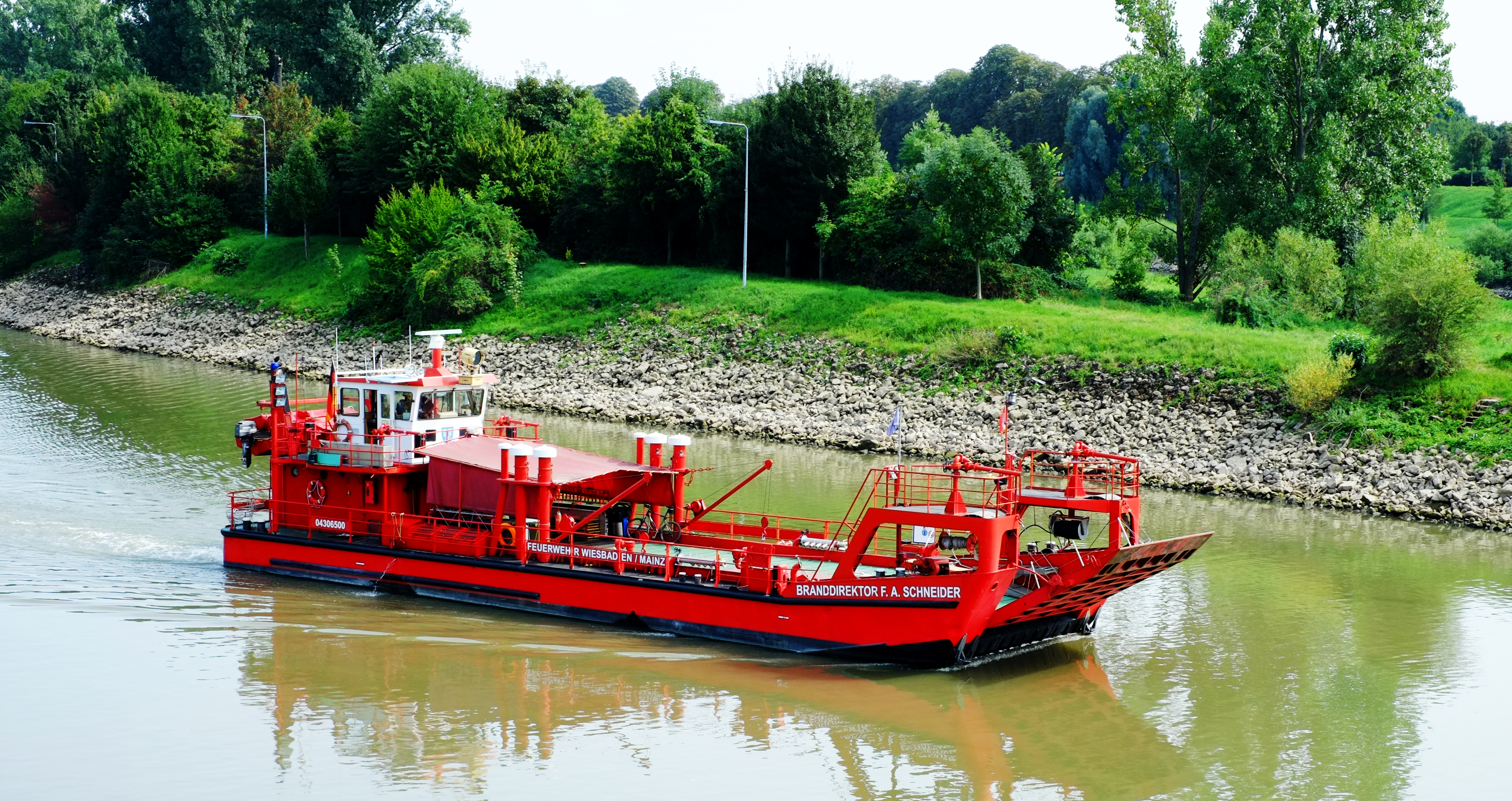
Branddirektor F.A. Schneider

Nachdem im Jahr 1991 das ehemalige Löschboot der Feuerwehr Mainz aufgrund von Mängeln am Schwimmkörper ersetzt werden musste, wurden 1995 Verträge zwischen Mainz und Wiesbaden geschlossen, wonach die Berufsfeuerwehr Mainz das bis dahin allein von der Feuerwehr Wiesbaden betriebene Löschboot mitnutzen darf. Die Betriebskosten werden seitdem zu gleichen Anteilen auf beide Städte umgelegt.
Das Boot Branddirektor F.A. Schneider ist eine ehemalige Flussfähre Mannheim 59 der Bundeswehr und 27,60 m lang, 7,20 m breit und 6,40 m hoch. Auf dem Boot sind zwei Feuerlöschkreiselpumpen mit einer Förderleistung von je 12 m³/min bei 8 bar Ausgangsdruck verbaut mit denen unter anderem je zwei Schaumwasserwerfer auf dem Vorder- und Achterdeck mit einer Maximalleistung von 3,5 m³/min bedient werden können. Außerdem kann Wasser über zehn B-Anschlüsse abgegeben werden oder direkt über zwei Schnellangriffsleitungen von 80 m Länge zum Brandort gebracht werden. Ein 24 m³ fassender Tank kann außerdem zur Aufnahme von Gefahrstoffen genutzt werden.
Das Feuerlöschboot wird im monatlichen Wechsel durch die beiden beteiligten Feuerwehren besetzt und liegt entweder im Mainzer Zollhafen oder im Wiesbadener Schiersteiner Hafen. Die Mainzer Besatzung wird durch die Feuerwache 2 gestellt.

### Feuerwehrleitstelle
Die Feuerwehrleitstelle befindet sich in der Feuerwache 1. Hier laufen alle Notrufe über die Nummer 112 ein. Zwei Beamte alarmieren von hier aus die Feuerwehreinheiten der Stadt Mainz, der Landkreise Mainz-Bingen und Alzey-Worms. Die Einsätze der Berufs- und Freiwilligen Feuerwehr Mainz werden von hier aus direkt koordiniert. Außerdem können von hier aus auch Polizei und Rettungsdienst verständigt werden.

### Bevölkerungsschutz
Seit dem 1. April 2015 wurde das damalige Sachgebiet des Rechts- und Ordnungsamtes als sechste und neue Abteilung der Feuerwehr zugeordnet.
Zu den Hauptaufgaben des Bevölkerungsschutzes gehört die Planung von Maßnahmen zum Schutze von Menschen, Sachgütern und Umwelt bei einer Katastrophe oder bei einem Großschadensereignis. Die Vorkehrungen umfassen u. a. die Bereitstellung der erforderlichen Katastrophenschutz-Einheiten, die Unterstützung bei der Fahrzeug- und Materialbeschaffung, Erstellung und Fortschreibung von Einsatz- und Notfallplänen sowie die Unterhaltung eines Sirenennetzes. Momentan leisten über 450 ehrenamtliche Helfer in Mainz wertvolle Arbeit im Bereich des Katastrophenschutzes. Dabei können die Helfer auf über 50 Fahrzeuge des Bundes, der Stadt Mainz oder anderen medizinischen und sanitätsdienstlichen Hilfsorganisationen zurückgreifen, um das notwendige Personal und Material an die Einsatzstelle zu bringen.
Die Abteilung Bevölkerungsschutz ist derzeit in der Kreyßigstraße 46 in Mainz untergebracht. In naher Zukunft ist aber ein Umzug auf die Feuerwache 1 nach Mainz-Bretzenheim geplant.

## Freiwillige Feuerwehr
Insgesamt 11 Freiwillige Feuerwehren sind neben der Berufsfeuerwehr tätig. Je ein Feuerwehrhaus existiert in Bretzenheim, Drais, Ebersheim, Finthen, Gonsenheim, Hechtsheim, Laubenheim, Marienborn, Mombach, Weisenau und in der Innenstadt. Diese Abteilungen verfügen in der Regel über verschiedene Lösch- und Mannschaftstransportfahrzeuge, sowie Rüstwagen und Spezialfahrzeuge des Katastrophenschutzes.

### Jugendfeuerwehr
Die Abteilung Jugendfeuerwehr besteht aus elf Gruppen mit rund 180 Jugendlichen und Kindern.

### Kinderfeuerwehr
In sechs der 11 Freiwilligen Feuerwehren besteht eine Kinderfeuerwehr.

## Betriebs- und Werkfeuerwehren
Im Mainzer Industriegebiet in der Neustadt und in Mombach halten die dort angesiedelten Unternehmen Schott AG, Wepa Papierfabrik, Prefere Paraform und Werner & Mertz eigene Betriebs- bzw. Werkfeuerwehren vor. Regelmäßig gemeinsam stattfindende Übungen stärken die Kommunikation zwischen den Werkfeuerwehren und den lokalen Einheiten.